# Torreta de Xiva
La Torreta de Xiva és una torre, part de l'antic recinte emmurallat de Xiva, País valencià. Es troba al carrer de l'Olivera, 25. És bé d'interès cultural amb codi 46.18.111-004 i anotació ministerial RI-51-0010537 de juny 11 de 2000.

## Descripció
Té  planta  rectangular, amb una façana de prop de 12 metres i una profunditat de 6 metres. La seva altura arriba també als 12 metres. No conserva el merlet típic de les torres defensives. Els seus murs són llisos. Tres d'ells, incloent la façana, estan realitzats en tàpia assentat sobre carreus, mentre que el quart, lateral, va ser construït en tàpia de terra amb gran percentatge de calç, més grava i sorra (calicostral). Per a l'interior de la torre es va utilitzar morter de guix.
Està formada per una planta baixa (en què es poden veure les restes d'un primitiu arc de mig punt de pedra, posteriorment eixamplat, possiblement per facilitar l'entrada de carros) i dues plantes superiors. Les parets es troben enrajolades amb rajoles valencianes datades del segle xix, podent-se distingir en un d'ells l'any 1878. La seva coberta és de teula àrab d'una sola aigua.
L'edifici es troba al barri de Bechinos, de traçat  medieval, amb carrers i carrerons estrets, de vegades sense sortida, situats sense planificació prèvia. Hi ha habitatges adossats en dos dels laterals. El 8 de setembre de 2011, es va inaugurar la restauració de la Torreta, que va passar a estar destinada a activitats culturals, com a espai multicultural.

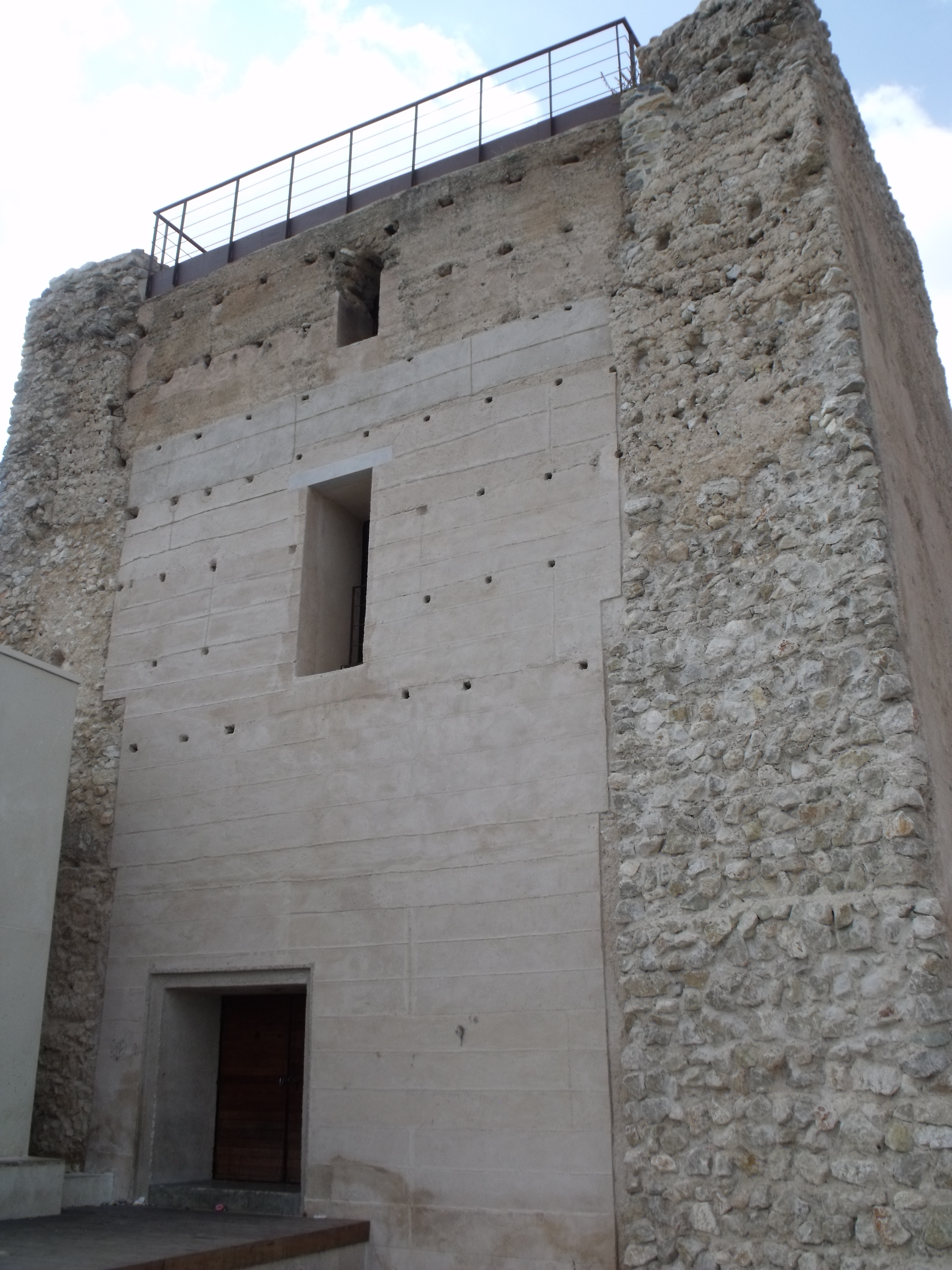
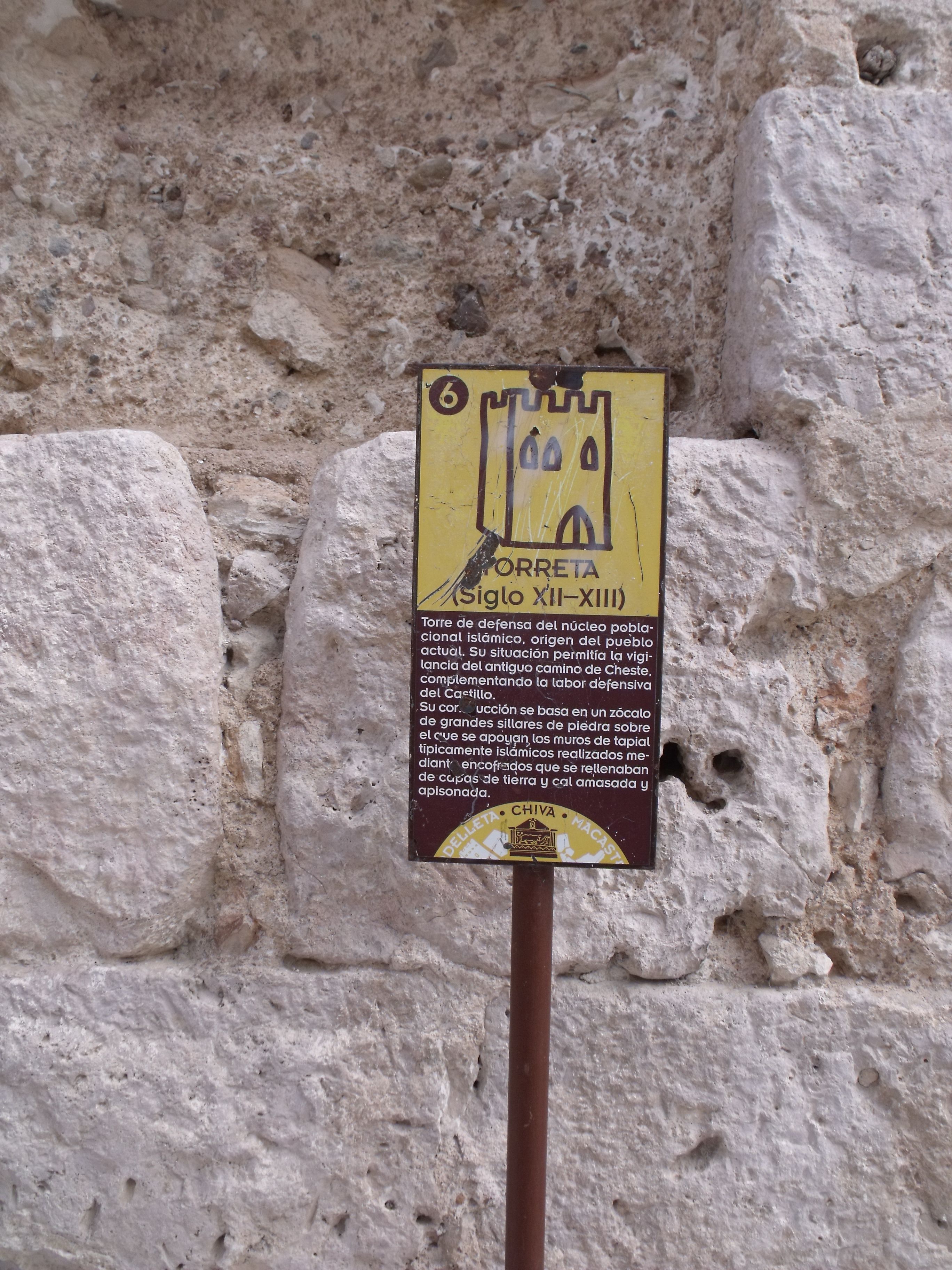
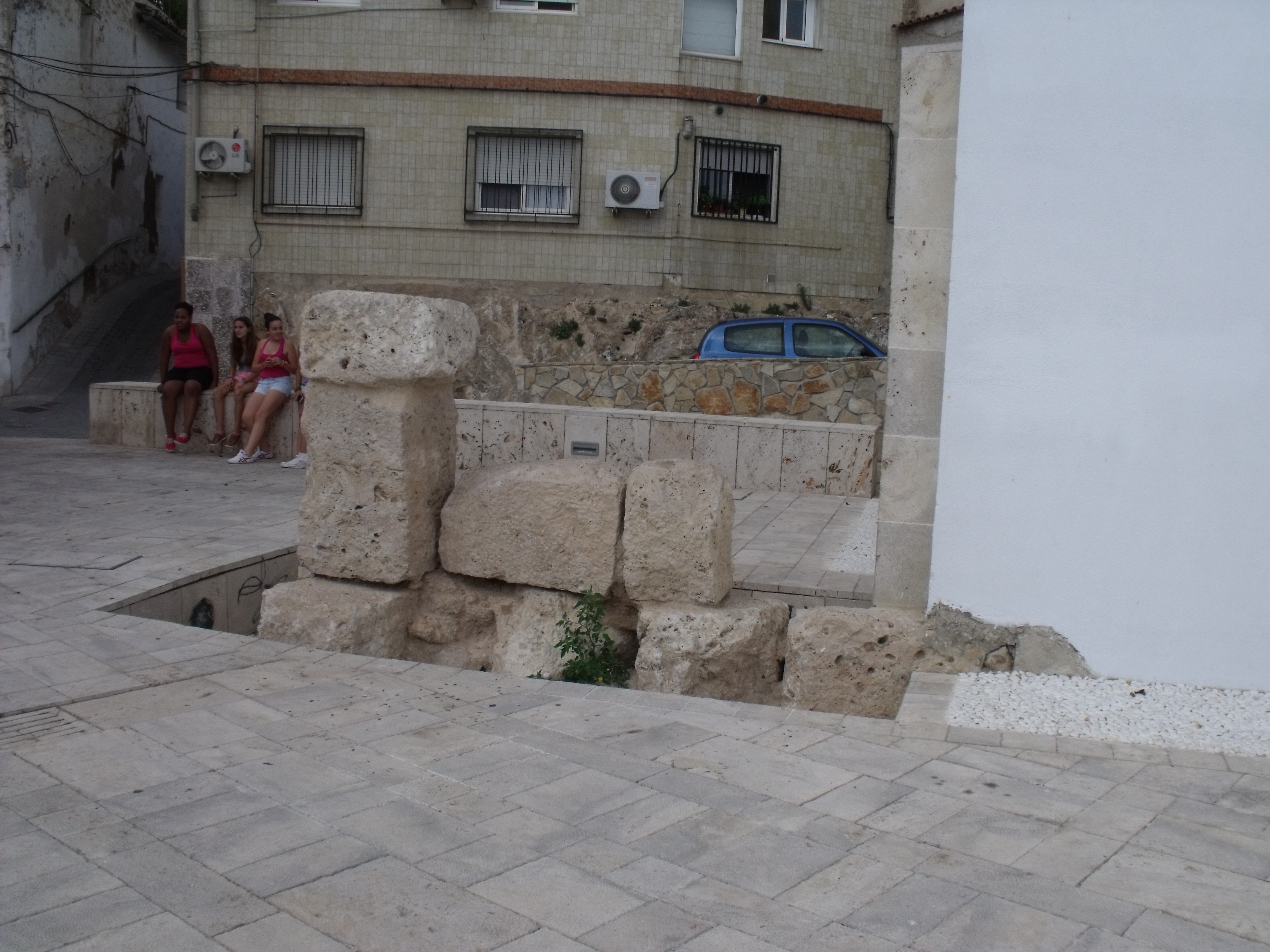

## Història
Algunes versions li atribueixen origen  visigot, mentre que altres la daten al segle xi, xii o xiii.
La Torreta era part del recinte emmurallat de Xiva, existint documentació que acredita que a mitjan segle xvii el recinte estava encara complet i disposaven de tres accessos. A principis del segle xxi només pot contemplar-se un tros de mur. Malgrat això i que la tècnica constructiva emprada en la mateixa és certament  islàmica, en no tenir documentació escrita, resulta molt difícil fixar la seva datació.